# The Northern Miner
The Northern Miner é um jornal comercial semanal dedicado a matérias sobre a indústria de mineração. Anteriormente, fazia parte do grupo Hollinger.The Northern Miner começou a ser publicado em Cobalt, canadense de Ontario em 1915, mas a sede atual da publicação é na cidade de Toronto. O jornal semanal já foi referido como a "maior autoridade na indústria de mineração no Canadá", e "a bíblia da indústria de mineração".